# Borys Tarasiuk

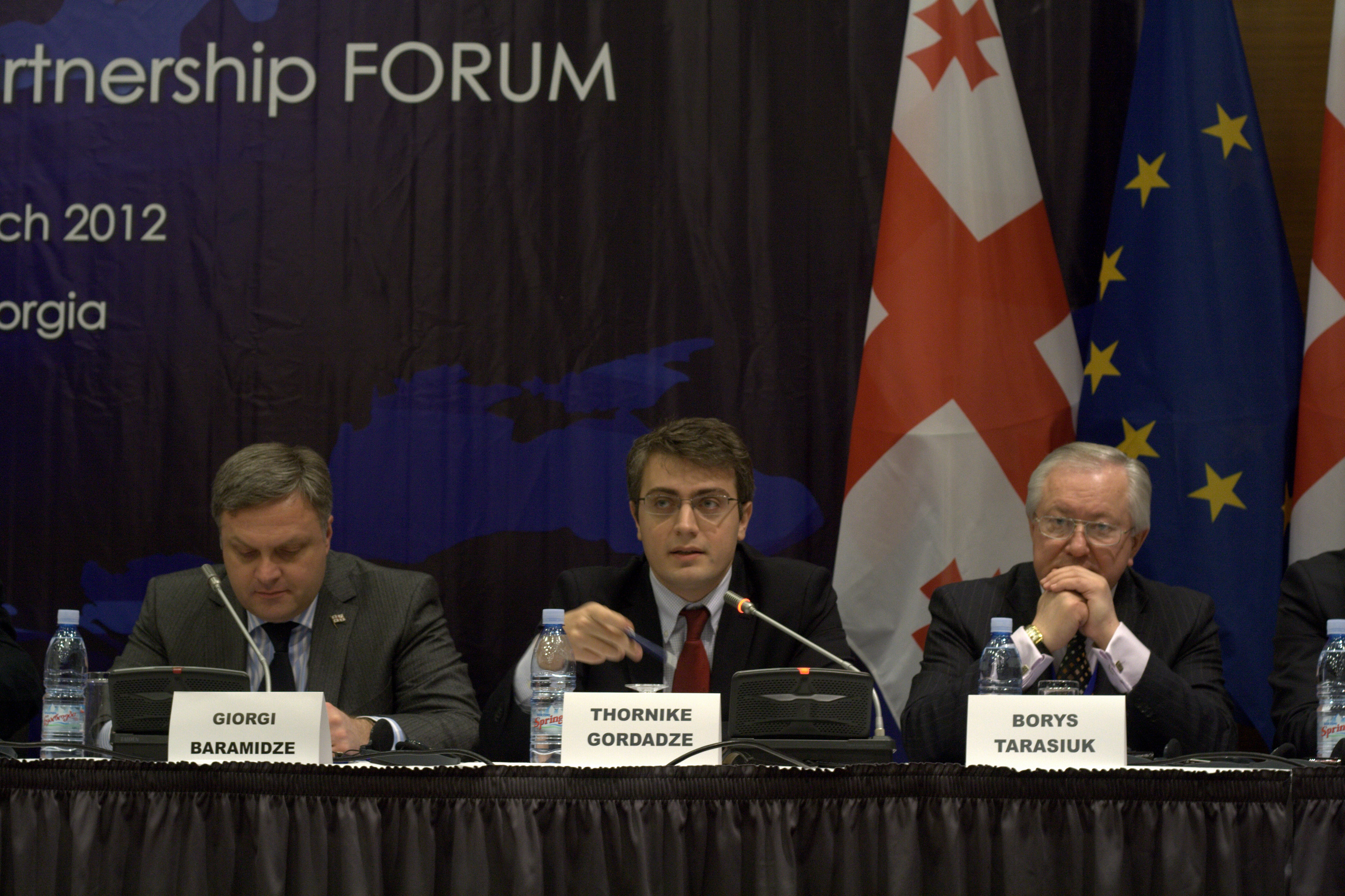
Borys Tarasiuk podczas Forum UE-Partnerstwo Wschodnie w Tbilisi (2012)

Borys Iwanowycz Tarasiuk, ukr. Борис Іванович Тарасюк (ur. 1 stycznia 1949 w Dzierżyńsku w obwodzie żytomierskim) – ukraiński politolog, dyplomata i polityk, działacz ukraińskiego ruchu narodowego, lider partii Ludowy Ruch Ukrainy, dwukrotny minister spraw zagranicznych.

## Życiorys
Po ukończeniu w 1968 nauki w technikum łączności w Kijowie odbył służbę wojskową. W 1975 ukończył studia w zakresie stosunków międzynarodowych i prawa międzynarodowego Uniwersytetu Kijowskiego im. Tarasa Szewczenki.
Po studiach rozpoczął pracę w dyplomacji. W latach 1975–1981 pełnił funkcje attaché, III, II i I sekretarza w Ministerstwie Spraw Zagranicznych Ukraińskiej Socjalistycznej Republiki Radzieckiej. Od 1981 zajmował stanowiska II i I sekretarza w przedstawicielstwie Ukraińskiej SRR przy Organizacji Narodów Zjednoczonych w Nowym Jorku. W 1986 został powołany na funkcję I sekretarza Wydziału Organizacji Międzynarodowych MSZ Ukraińskiej SRR, a rok później został instruktorem Wydziału Międzynarodowego Komitetu Centralnego Komunistycznej Partii Ukrainy. W 1990 mianowano go zastępcą naczelnika wydziału głównego radcy MSZ Ukrainy.
W 1991 został kierownikiem sekretariatu i naczelnikiem Wydziału Analiz Politycznych i Koordynacji MSZ Ukrainy. Od marca 1992 był wiceministrem spraw zagranicznych. W grudniu 1994 awansował na stanowisko pierwszego zastępcy ministra spraw zagranicznych. W latach 1995–1998 pełnił funkcję Ambasadora Ukrainy w Belgii, Holandii i Luksemburgu, a od 1997 także szefa ukraińskiej Misji przy NATO. Od kwietnia 1998 do września 2000 stał na czele Ministerstwa Spraw Zagranicznych.
Po zakończeniu pracy w MSZ zaangażował się w działalność naukową, społeczną i polityczną. W lutym 2001 został dyrektorem Instytutu Nauk Społecznych i Stosunków Międzynarodowych Międzyregionalnej Akademii Zarządzania Personelem. Założył także organizację pozarządową Instytut Współpracy Euroatlantyckiej. Przed wyborami do Rady Najwyższej w 2002 związał się z opozycyjnym ugrupowaniem Reformy i Porządek, wchodzącym w skład Bloku Nasza Ukraina Wiktora Juszczenki. W wyborach uzyskał mandat deputowanego Rady Najwyższej, a następnie stanął na czele parlamentarnej Komisji ds. Integracji Europejskiej. W maju 2003 przeszedł do Ludowego Ruchu Ukrainy, stając na czele tego ugrupowania.
Był zaangażowanym krytykiem ówczesnego prezydenta Ukrainy Łeonida Kuczmy. Przed wyborami prezydenckimi w 2004 poparł kandydaturę Wiktora Juszczenki. W listopadzie i grudniu 2004 brał aktywny udział w wydarzeniach pomarańczowej rewolucji, która miała na celu zmusić ukraińskie władze do ujawnienia prawdziwych wyników wyborów prezydenckich. 25 listopada 2004 wygłosił przemówienie w polskim Sejmie, w którym poprosił, aby Polska nie akceptowała wyników wyborów na Ukrainie.
Po zwycięstwie wyborczym Wiktora Juszczenki i utworzeniu rządu Julii Tymoszenko w lutym 2005 objął w nim urząd ministra spraw zagranicznych. Swoje stanowisko zachował także w powołanym we wrześniu tego samego roku rządzie Jurija Jechanurowa. W wyborach parlamentarnych w 2006 ponownie uzyskał mandat deputowanego jako kandydat Bloku Nasza Ukraina. Mimo porażki wyborczej Naszej Ukrainy zachował stanowisko szefa MSZ w rządzie Wiktora Janukowycza. Wkrótce wszedł w spór z kierownictwem gabinetu wokół priorytetów polityki zagranicznej Ukrainy.
1 grudnia 2006, głosami wspierającej rząd koalicji (m.in. Partii Regionów), został odwołany przez parlament z pełnionej funkcji. Decyzja Rady Najwyższej zapoczątkowała spór kompetencyjny między prezydentem, rządem i parlamentem. Opozycyjna Nasza Ukraina uznała, że odwołanie ministra było niezgodne z konstytucją. Sam minister 4 grudnia 2006 złożył do Sądu Rejonowego w Kijowie skargę na decyzję parlamentu. Dzień później sąd ten podważył decyzję parlamentu, a prezydent wydał dekret przedłużający jego pełnomocnictwa na stanowisku szefa MSZ. Borys Tarasiuk nie był jednak wpuszczany na posiedzenia rządu. Do Sądu Konstytucyjnego wpłynęły zapytania: Naszej Ukrainy o zgodność z Konstytucją decyzji Rady Najwyższej o odwołaniu Borysa Tarasiuka oraz rządu Wiktora Janukowycza o zgodność z Konstytucją dekretu Wiktora Juszczenki. 4 stycznia 2007 Sąd Apelacyjny w Kijowie skierował jego sprawę do ponownego rozpatrzenia przez Sąd Rejonowy. Ten odłożył podjęcie decyzji do czasu otrzymania dokumentów z Sądu Konstytucyjnego. 30 stycznia 2007 Borys Tarasiuk zwrócił się do prezydenta z prośbą o odwołanie ze stanowiska. Dymisja została przyjęta.
Po odejściu z rządu jako przewodniczący Ludowego Ruchu Ukrainy podpisał porozumienie o wejściu w skład proprezydenckiej koalicji wyborczej Nasza Ukraina-Ludowa Samoobrona. W przedterminowych wyborach parlamentarnych w 2007 po raz trzeci uzyskał mandat deputowanego Rady Najwyższej.
W październiku tego samego roku wezwał prezydenta do wydania dekretu uznającego UPA za stronę walczącą o niepodległość państwa. Jego wystąpienie jako przewodniczącego Ludowego Ruchu Ukrainy przypadło w tygodniu poprzedzającym 65. rocznicę powstania UPA. Borys Tarasiuk deklaruje się również jako zwolennik euroatlantyckiej orientacji w polityce zagranicznej Ukrainy. Opowiedział się za integracją Ukrainy ze strukturami Unii Europejskiej i NATO. W 2012 obronił mandat poselski z listy Batkiwszczyny. W 2013 z częścią działaczy NRU przeszedł do Batkiwszczyny. Rok później ponownie wybrany do Rady Najwyższej.

## Odznaczenia
- Order Księcia Jarosława Mądrego V klasy (2015)[4]
- Order „Za zasługi” klasy III (1996)[5], II (1999)[6] i I (2005)[7]
- Krzyż Wielki Orderu Zasługi (Portugalia, 1998)[8]
- Krzyż Wielki Orderu Zasługi Rzeczypospolitej Polskiej (Polska, 2007)[9]
- Order Honoru (Gruzja, 2009)[10]
- Odznaka Honorowa Bene Merito (Polska, 2009)[11]
- Krzyż Wielki Orderu Leopolda II (Belgia, 2010)[12]